# ألكسندر دوبتشيك
ألكسندر دوبتشيك (بالسلوفاكية: Alexander Dubček) ـ (27 نوفمبر 1921 ـ 7 نوفمبر 1992) سياسي ورجل دولة وزعيم الحزب الشيوعي ورئيس البرلمان التشيكوسلوفاكي ومفجر حركة «ربيع براغ» الإصلاحية.

## مولده ونشأته
ولد دوبتشيك عام 1921 في مدينة أوروفيك (في سلوفاكيا اليوم) لأسرة فقيرة. انتقل بها والده عام 1925 إلى الاتحاد السوفييتي (السابق) حيث تلقى الفتى ألكسندر تعليمه هناك، وعمل في مجمع صناعي تحت إشراف والده. ثم عادت الأسرة إلى تشيكوسلوفاكيا (السابقة) عام 1938، فعمل ألكسندر ميكانيكاً في مصانع سكودا للسيارات، وانتسب للحزب الشيوعي وشارك في أعمال المقاومة ضد الاحتلال النازي لبلاده.

## حياته السياسية
بدأ صعود دوبتشيك في الحزب الشيوعي بعد الحرب العالمية الثانية، حتى وصل عام 1949 إلى منصب السكرتير الأول للحزب في مدينة ترنسين، ثم أصبح عضواً في اللجنة المركزية للحزب الشيوعي التشيكوسلوفاكي، وعضواً في البرلمان الوطني في براغ، وعين عام 1952 أميناً للجبهة الوطنية التشيكوسلوفاكية. أُرسل عام 1955 في بعثة دراسية إلى المدرسة الحزبية العليا في موسكو حيث تخرج فيها عام 1958، وصار بعد عودته رئيساً للحزب الشيوعي في براتسلافا، ثم السكرتير الأول للحزب الشيوعي السلوفاكي وعضو المكتب السياسي للحزب التشيكوسلوفاكي في براغ عام 1963.
أدت الأحوال المعيشية الصعبة وسوء الأوضاع الاقتصادية إلى استقالة الزعيم التشيكوسلوفاكي المتشـدد أنطونين نوفوتني في يناير 1968 وتعيين ألكسندر دوبتشيك أميناً عاماً للحزب عوضاً عنه، وكان للقيادة السوفييتية التي كانت تتخوف من تفجر الأوضاع داخل تشيكوسلوفاكيا دور مؤثر في ذلك.
بدأ دوبتشيك إصلاحاته بعد زيارة قام بها لموسكو، فأعلن قدراً من حرية التعبير والصحافة في البلاد، وطرح برنامجاً جديداً هو «الطريق التشيكوسلوفاكي إلى الاشتراكية»، وأعلن أن الحزب ليس وصياً على المجتمع، ووعد بالحد من سلطة الأجهزة الأمنية، كما تضمن البرنامج حقوق السفر إلى الخارج.
لم ينل هذا البرنامج الإصلاحي رضى موسكو، فأخذت تشن حملة دعائية معادية ضده، غير أن دوبتشيك استمر في تطبيق سياسات وبرامج الحزب الجديدة، فتحركت القوات السوفييتية، تساندها وحدات عسكرية من بلغاريا والمجر وبولندا وألمانيا الشرقية في 20 أغسطس 1968، وتمكنت بسرعة مذهلة من السيطرة على براغ، واعتقلت دوبتشيك وبعض مؤيديه وألغت الإصلاحات في البلاد، وأجبر دوبتشيك على السفر إلى موسكو في أكتوبر 1968 للتوقيع على اتفاق مع القيادة السوفييتية، أخذ شكل معاهدة انسحبت بموجبها قوات حلف وارسو، وفي 1 يناير 1969 أصبحت تشيكوسلوفاكيا دولة اتحادية. وبعد شهرين استغل التشيك تغلب فريق الهوكي التشيكي على الفريق السوفييتي، وانطلقت مظاهرات عنيفة معادية للسوفييت أحرق المتظاهرون فيها مكاتب شركة الطيران السوفييتية (ايرفلوت)، واضطر دوبتشيك بسبب هذه الأحداث إلى الاستقالة في مارس 1969 وخلفه الزعيم السلوفاكي غوستاف هوساك .
وبعد ذلك عين دوبتشيك سفيراً في تركيا، ثم تسلم من عام 1970 حتى 1986 دائرة الغابات في براتسلافا بعيداً عن المشاركة في الحياة السياسية. ولكنه عاد إلى الأضواء من جديد بعد انهيار الأنظمة الشيوعية في عام 1989، وأُعيد له الاعتبار، فتسلم رئاسة البرلمان التشكوسلوفاكي، وقد حصل دوبتشيك على جوائز عالمية عديدة لمواقفه المبدئية منها جائزة ديمتروف للسلام وجائزة سخاروف لحرية الفكر والدكتوراه الفخرية من كل من جامعة بولونيا في إيطاليا وجامعات مدريد وواشنطن وبروكسل وغيرها.
وبعد انفصال سلوفاكيا عن التشيك عام 1991، تسلم دوبتشيك رئاسة الحزب الاشتراكي السلوفاكي في يونيو 1992، وتوفي في نوفمبر 1992 في براتسلافا، بعد تعرضه لحادث سيارة.

## روابط خارجية
- ألكسندر دوبتشيك على موقع IMDb (الإنجليزية)
- ألكسندر دوبتشيك على موقع الموسوعة البريطانية (الإنجليزية)
- ألكسندر دوبتشيك على موقع مونزينجر (الألمانية)
- ألكسندر دوبتشيك على موقع ألو سيني (الفرنسية)
- ألكسندر دوبتشيك على موقع إن إن دي بي (الإنجليزية)
- ألكسندر دوبتشيك على موقع ديسكوغز (الإنجليزية)
- ألكسندر دوبتشيك على موقع قاعدة بيانات الفيلم (الإنجليزية)
- ألكسندر دوبتشيك على موقع كينوبويسك (الروسية)